# Лососна
Лосо́сна, Лососьна, Лососянка (бел. Ласо́сна; пол. Łosośna) — река в Сокульском повяте Польши и Гродненском районе Беларуси, левый приток Немана.
Своё название река получила из-за того, что в неё ранее заходил лосось (до строительства Каунасской ГЭС).
Длина реки составляет 46 км (из них около 24 — на территории Польши). Площадь водосборного бассейна — 468 км². Среднегодовой расход воды в устье составляет 2,8 м³/с. Средний наклон водной поверхности — 1,1 ‰. Перепад высот — 75 м.
Берёт начало у села Малявиче-Дольне гмины Сокулка Сокульского повята. Течёт на северо-восток, пересекает государственную границу неподалеку от деревни Брюзги и впадает в Неман на западной окраине города Гродно. Основные притоки: Каменка, Пшерва (справа) и Татарка (слева).
Долина ярко выраженная. Пойма прерывистая, шириной 50-150 м. Русло извилистое, его ширина в межень от 5-10 м в верхнем и среднем течении, до 20-25 м в нижнем. Течение сильное, дно песчано-каменистое.
На реке в низовье у устья Татарки создано водохранилище Юбилейное озеро, возле деревни Коробчицы — два пруда. На польской территории на реке в 2004 году было построено водохранилище Кузница-Бялостоцкая (максимальная площадь 53 тыс. м³, максимальная глубина 1,9 м).
В реке обитают кумжа, щука, окунь, серебряный карась, карп, лещ, налим, плотва и линь.
В Гродно на реке планируется оборудовать зоны отдыха.